# 史神星
史神星 （84 Klio，/ˈklaɪoʊ/）是第84颗被人类发现的小行星，于1865年8月25日发现。史神星的直径为79.2千米，质量为5.2×1017千克，公转周期为1325.961天。它是一顆巨大且異常暗的主帶小行星，名稱源自希臘神話的繆斯克利俄，發現者原先建議使用維多利亞，並曾在當時引發命名上的爭議。
在1997年4月2日史神星曾經掩蔽一顆黯淡的恆星。